# Ozyptila maculosa
Ozyptila maculosa (лат.) — вид пауков семейства Пауки-бокоходы (Thomisidae). Встречается в Европе (Великобритания). Длина тела около 2 мм. Основная окраска коричневая со светлыми отметинами (просома и опистосома желто-коричневые).
Голени первой пары ног вентрально с двумя парами шипов; волоски заострённые или булавовидные. Педипальпы самцов с тегулярным апофизом, эпигинум с чехлом. Первые две пары ног развернуты передними поверхностями вверх, заметно длиннее ног третьей и четвёртой пар. Паутину не плетут, жертву ловят своими видоизменёнными передними ногами.